# 博尔佐纳斯卡
博尔佐纳斯卡（義大利語：Borzonasca），是意大利热那亚省的一个市镇。总面积80.04平方公里，人口2189人，人口密度27.3人/平方公里（2009年）。ISTAT代码为010005。